# Dumitru Bâșcu
Dumitru Bâșcu (cunoscut și ca Dimitrie Bîșcu; n. 14 septembrie 1902, Liveni-Vârnav, Botoșani, România – d. 18 noiembrie 1983, București, România) a fost un pictor român. Este cunoscut pentru pictură în ulei (natură statică, peisaj și portrete) ca și pentru pictură murală, frescă, pictură și restaurare de biserici.

## Biografie
Dumitru Bâșcu s-a născut în satul Cracalia, comuna Dumeni, județul Dorohoi, actualmente George Enescu, Botoșani.  Este fratele vitreg al muzicianului George Enescu prin tatăl său, Costache Enescu.  Mama sa a fost Maria Ferdinand Suschi de origine poloneză.
A urmat Școala de Belle Arte din Iași (actualmente Universitatea Națională de Arte „George Enescu” din Iași) între 1920-1924, avându-i ca profesori pe Gheorghe Popovici (pictor) si Jean L. Cosmovici, precum și Școala Națională de Arte Frumoase (actualmente Universitatea Națională de Arte București) între 1924–1927 unde i-a avut ca profesori pe George Mirea și Camil Ressu. A debutat la Salonul Oficial de pictură și sculptură în 1927, câștigând premiul Anastase Simu. A expus din nou la Salonul Oficial în 1928-1930 și 1946, primind în 1929 premiul Aman precum și cel mai mare premiu „Bursa de voiaj pentru pictura” în valoare de 50000 lei care i-a permis o călătorie extinsă de studii în Franța (1929-1931).  A întreprins alte călătorii de studii în Franța și Italia în 1939.
În următorii ani Bâșcu a expus regulat, având prima expoziție personală la Sala Dalles în 1935 urmată de o expoziție la Societatea Tinerimea artistică în 1944.  A expus lucrări la Flacăra (1947), Expoziția Anuala de Stat (1948, 1953, 1954), Expoziția Interregională București (1956), și Expoziția de Arte Plastice București (1960).  A făcut parte din juriul Salonului Oficial de toamnă în 1946 (președinte Camil Ressu).  A publicat numeroase cronici de artă. 
S-a căsătorit cu Margareta Arvay (Kutis) în 1943.  Împreuna au avut o fiica, Ana-Maria Sandi, născută în 1945.  A murit la București pe data de 18 November 1983 și este înmormântat la cimitirul Andronache.